# Anelasmocephalus rufitarsis
Anelasmocephalus rufitarsis is een hooiwagen uit de familie kaphooiwagens (Trogulidae). De wetenschappelijke naam van Anelasmocephalus rufitarsis gaat terug op Simon.